# 720 Болінія
720 Болінія (720 Bohlinia) — астероїд головного поясу, відкритий 18 жовтня 1911 року.
Тіссеранів параметр щодо Юпітера — 3,291.